# José Manuel Mendes Gomes
José Manuel Mendes Gomes (Cabeceiras de Basto, 20 luglio 1996) è un calciatore portoghese, difensore del Nacional.

## Carriera
Mendes è cresciuto nelle giovanili del Braga, che lo ha assegnato alla squadra B nel 2014. Ha debuttato il 24 agosto nell'incontro di Segunda Liga perso 2-1 contro il Chaves. Il 4 febbraio 2015 ha esordito anche con la prima squadra, in Taça da Liga contro il Rio Ave.
Nel 2017 è stato ceduto al Penafiel, dove ha giocato per due stagioni prima di passare al Chaves. Due anni dopo, da svincolato, ha firmato con il Nacional.

## Statistiche

### Presenze e reti nei club
Statistiche aggiornate al 1º settembre 2024.’’
| Stagione        | Squadra         | Campionato      | Campionato | Campionato | Coppe nazionali | Coppe nazionali | Coppe nazionali | Coppe continentali | Coppe continentali | Coppe continentali | Altre coppe | Altre coppe | Altre coppe | Totale | Totale |
| Stagione        | Squadra         | Comp            | Pres       | Reti       | Comp            | Pres            | Reti            | Comp               | Pres               | Reti               | Comp        | Pres        | Reti        | Pres   | Reti   |
| --------------- | --------------- | --------------- | ---------- | ---------- | --------------- | --------------- | --------------- | ------------------ | ------------------ | ------------------ | ----------- | ----------- | ----------- | ------ | ------ |
| 2014-2015       | Braga B         | LdH             | 9          | 0          |                 | -               | -               |                    | -                  | -                  |             | -           | -           | 9      | 0      |
| 2015-2016       | Braga B         | LdH             | 7          | 0          |                 | -               | -               |                    | -                  | -                  |             | -           | -           | 7      | 0      |
| 2016-2017       | Braga B         | LdH             | 2          | 0          |                 | -               | -               |                    | -                  | -                  |             | -           | -           | 2      | 0      |
| 2014-2015       | Braga           | PL              | 0          | 0          | CP+CdL          | 0+1             | 0               |                    | -                  | -                  |             | -           | -           | 1      | 0      |
| 2017-2018       | Penafiel        | LdH             | 26         | 0          | CP+CdL          | 0+1             | 0               |                    | -                  | -                  |             | -           | -           | 27     | 0      |
| 2018-2019       | Penafiel        | LdH             | 17         | 0          | CP+CdL          | 0               | 0               |                    | -                  | -                  |             | -           | -           | 17     | 0      |
| 2019-2020       | Chaves          | LdH             | 17         | 0          | CP+CdL          | 2+2             | 0               |                    | -                  | -                  |             | -           | -           | 21     | 0      |
| 2020-2021       | Chaves          | LdH             | 13         | 0          | CP+CdL          | 0               | 0               |                    | -                  | -                  |             | -           | -           | 13     | 0      |
| 2021-2022       | Nacional        | LdH             | 17         | 1          | CP+CdL          | 0+1             | 0               |                    | -                  | -                  |             | -           | -           | 18     | 1      |
| 2022-2023       | Nacional        | LdH             | 24         | 0          | CP+CdL          | 5+2             | 0               |                    | -                  | -                  |             | -           | -           | 31     | 0      |
| 2023-2024       | Nacional        | LdH             | 23         | 3          | CP+CdL          | 3+1             | 0+1             |                    | -                  | -                  |             | -           | -           | 27     | 4      |
| 2024-2025       | Nacional        | PL              | 4          | 0          | CP+CdL          | 0               | 0               |                    | -                  | -                  |             | -           | -           | 4      | 0      |
| Totale carriera | Totale carriera | Totale carriera | 159        | 4          |                 | 18              | 1               |                    | -                  | -                  |             | -           | -           | 177    | 5      |